# Leó Szilárd
Leó Szilárd (Hongaars: Szilárd Leó, geboren als Spitz Leó) (Boedapest, 11 februari 1898 – La Jolla, 30 mei 1964) was een Hongaars-Amerikaanse natuurkundige. Hij is vooral bekend door zijn ontdekking van het principe van de nucleaire kettingreactie en zijn medewerking aan de eerste Amerikaanse atoombom in het Manhattanproject.

## Biografie

### Jeugd
Szilárd werd tijdens de Oostenrijks-Hongaarse monarchie geboren in Boedapest als zoon van de ingenieur Louis Spitz en Thekla Vidor. Als oudste van hun drie kinderen had Leo als kind een zwakke gezondheid en werd daarom voor aantal jaren door zijn moeder thuis onderwezen. In de jaren 1908-1916 bezocht hij de Reáliskola aldaar. In 1916 ging hij voor ingenieur studeren aan de Technische Universiteit Boedapest, maar moest in 1917 in het leger dienen als kandidaat-officier.
In 1919 wilde hij verder studeren, maar verliet Hongarije wegens het toenemende antisemitisme en de instelling van een numerus clausus voor joden aan Hongaarse universiteiten. Szilárd zette zijn studie voort aan de Technische Hochschule in Berlin-Charlottenburg. Al snel stapte hij over naar natuurkunde en volgde colleges van Einstein, Planck en Max von Laue. Zijn proefschrift over thermodynamica Über die thermodynamischen Schwankungserscheinungen (Verschijnselen van thermodynamische fluctuaties) in 1922 werd geprezen door Einstein en kreeg een uitstekende beoordeling. In 1923 kreeg hij het doctoraat in natuurkunde van de Humboldtuniversiteit van Berlijn.
Hij werd in 1924 assistent van Von Laue op het Instituut voor Theoretische Fysica van de Universiteit van Berlijn. In 1927 voltooide hij zijn habilitatie en werd privaatdocent in natuurkunde aan diezelfde universiteit. In zijn Berlijnse periode werkte hij aan vele technische uitvindingen zoals de lineaire versneller (Duitse patentaanvraag 1928), het cyclotron (Duitse patentaanvraag 1929) en vanaf 1926 een samenwerking met Einstein voor een koelkast zonder bewegende delen (US patent nummer 1781541 van 11 november 1930)

### Nucleaire kettingreactie

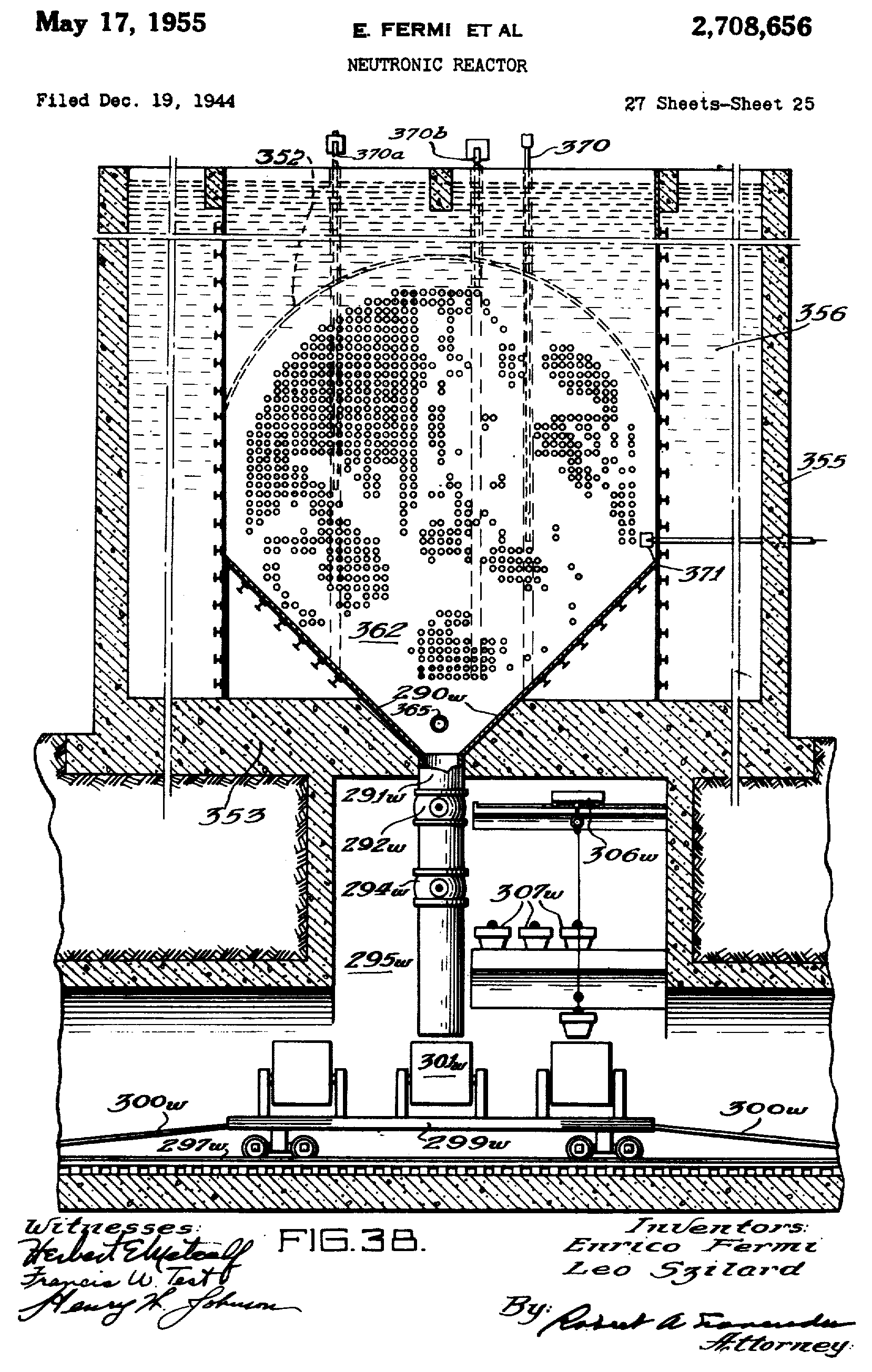
Figuur bij het patent voor de "neutronic reactor" van Enrico Fermi en Szilard

In 1933 vluchtte Szilárd voor de vervolging door de nazi's naar Londen. Daar las hij een artikel van Ernest Rutherford in The Times dat beweerde dat praktische toepassingen van kernenergie onmogelijk waren. Kernsplijting was nog niet ontdekt, maar Szilárd was, naar beweerd wordt, zo geërgerd dat hij het idee van de nucleaire kettingreactie bedacht, tijdens de wandeling naar zijn werk in het St. Bartholomew's Hospital. Het jaar daarop diende hij patent in voor de nucleaire kettingreactie.
In 1938 accepteerde Szilárd een aanbieding om onderzoek te doen aan de Columbia-universiteit in New York, waar hij spoedig werd verenigd met Enrico Fermi. Daar ontving hij opzienbarend nieuws uit Europa. Otto Hahn en Fritz Strassmann hadden de splijting van een atoomkern bewerkstelligd, een gebeurtenis die kort daarna theoretisch werd verklaard door Lise Meitner en Otto Frisch. Szilárd herkende onmiddellijk het belang van deze ontdekking, die zijn theorie omtrent nucleaire kettingreactie, waar hij in Londen aan gewerkt had, volledig ondersteunde.
Middels een eenvoudig experiment toonden Szilárd en Fermi aan dat uranium een groter aantal neutronen uitstootte dan het absorbeerde. Samen trokken ze de conclusie dat uranium als element in staat was om een kernreactie in stand te houden. Vanwege grote verschillen in werkwijze en temperament werden de twee wetenschappers het niet goed met elkaar eens.

### Manhattanproject
Szilárd gaf de aanzet tot het Manhattanproject. Hij was een van de eersten die inzagen dat uraniumsplitsing als explosief vele malen krachtiger was dan de gebruikelijke chemische explosieven. Samen met zijn mede-Hongaarse landgenoten Edward Teller en Eugene Wigner schreef hij een vertrouwelijke brief aan Franklin D. Roosevelt, die de mogelijkheid van kernwapens uiteenzette met de waarschuwing dat de nazi's al een kernwapenprogramma begonnen waren. In augustus 1939 benaderde hij zijn oude vriend en collega Albert Einstein en bewoog hem om de brief te ondertekenen. Zo werd de brief ondersteund door Einsteins prestige.
De brief van Einstein bereikte president Roosevelt pas begin oktober, nadat Hitler Polen was binnengevallen en de Tweede Wereldoorlog was begonnen. Roosevelt nam het advies over en stelde een adviescommissie in dat het begin vormde van het uiteindelijke Manhattanproject. Vanwege zijn buitenlandse nationaliteit werd Szilárd aanvankelijk buiten het geheime militaire project gehouden. Pas in 1943 werd Szilárd genaturaliseerd tot staatsburger van de Verenigde Staten.
In maart 1945, toen het duidelijk werd dat de geallieerde overwinning op Nazi-Duitsland nakend was, begonnen enkele natuurkundigen van het metallurgisch laboratorium in Chicago, en dan met name hijzelf, te twijfelen of het inzetten van atoombommen als militair wapen tegen de mensheid wel ethisch verantwoord was. Ze waren met name bezorgd over de dramatische consequenties ervan voor het naoorlogse evenwicht in de wereld en de waarschijnlijke verbreiding van kernwapens. Szilárd schreef een nota aan president Roosevelt en vroeg Einstein om een ontmoeting te regelen, een ontmoeting die nooit plaatsvond vanwege het plotselinge overlijden van Roosevelt.
Na de overgave van Nazi-Duitsland op 8 mei 1945 werd door een groep natuurkundigen de Commissie voor politieke en sociale problemen omtrent de atoombom benoemd, die werd voorgezeten door James Franck. Onder diens leiding werd begin juni 1945 het Franck report gericht aan president Truman geschreven, een verslag waarin men het gebruik van de atoombom tegen Japan afraadde en voorgesteld werd om de atoombom op een onbewoonbare plaats te demonstreren.

### Szilard-petitie
Toen er geen antwoord volgde op het Franck report stelde Szilárd een petitie op die werd ondertekend door 155 wetenschappers die werkzaam waren aan het Manhattanproject in Oak Ridge (Tennessee) en het Metallurgical Laboratory in Chicago. De petitie werd ook naar Los Alamos gestuurd, maar Oppenheimer verbood de distributie ervan onder de aanwezige medewerkers. In de petitie vroeg Szilárd nogmaals aan president Truman om te overwegen een vreedzame demonstratie te geven over de kracht van de atoombom, voordat deze tegen de Japanse bevolking zou worden ingezet.
Echter, de petitie heeft Truman nooit bereikt, omdat hoge ambtenaren van mening waren dat "de kwestie van het al dan niet gebruiken van de bom uitvoerig door de bevoegde autoriteiten was besproken en opgelost". Later in datzelfde jaar nog – op 6 en 9 augustus 1945 – werden de twee atoombommen afgeworpen boven Hiroshima en Nagasaki. De oorlog eindigde een week later.
In 1946 creëerde Szilárd samen met Albert Einstein het "Emergency Committee of Atomic Scientists" (ECAS), met de bedoeling het publiek te waarschuwen voor de gevaren van kernwapens en het vreedzaam gebruik van kernenergie te bevorderen. Onder de leden bevonden zich Harold Urey, Hans Bethe, Linus Pauling (Nobelprijs voor de Vrede in 1962) en Victor Weisskopf. Ook was hij actief in de formatie en het plannen van de Pugwash Conferences on Science and World Affairs, een serie bijeenkomsten omtrent nucleaire veiligheid eind 1950, begin 1960.

## Patenten
- U.S. Patent 2708656  -- Neutronic reactor -- E. Fermi, L. Szilárd, geregistreerd 19 december 1944, erkend 17 mei 1955
- U.S. Patent 1781541  -- Einstein Refrigerator -- ontwikkeld met Albert Einstein geregistreerd in 1926, erkend 11 november 1930